# Аврора Австралис
„Аврора Австралис“ (Aurora Australis) се нарича първата книга написана, илюстрована и издадена на Ледения континент – Антарктида.

## Библиографски детайли
Аврора Австралис е писана по времето на британската експедиция Нимрод до Антарктида през (1908 – 09) водена от Сър Ърнест Шакълтън. Книгата е писана основно от Сър Шекълтън, илюстрована с литографии от Джордж Мартсън, печатана от Ърнест Джойс и Феанк Уайлд, и подвързана от Бърнард Дей.